# Ігнатово (Бабаєвський район, Борисовське сільське поселення)
Ігнатово — присілок в Бабаєвському районі Вологодської області.
Входить до складу Борисовського сільського поселення (з 1 січня 2006 року по 13 квітня 2009 року входила в Новолукінське сільське поселення).
Відстань по автодорозі до районного центру Бабаєво — 73 км, до центру муніципального утворення села Борисово-Судське по прямій — 6 км. Найближчі населені пункти — с. Волково, с. Нове Лукіно, с. Старе Лукіно. Станом на 2002 рік проживало 11 чоловік.